# Palaiseul
Palaiseul é uma comuna francesa na região administrativa de Grande Leste, no departamento de Haute-Marne. Estende-se por uma área de 4,98 km². Em 2010 a comuna tinha 57 habitantes (densidade: 11,4 hab./km²).